# 김용학 (축구 선수)
김용학(2003년 5월 20일 ~ )은 대한민국의 축구 선수로 포지션은 윙포워드이며, 현재 포르투갈 프리메이라리가의 포르티모넨스 SC에서 뛰고 있다.

## 구단 경력
김용학은 가림초등학교 재학 시절 광명 유소년 FC에 입단해 자신의 축구 경력을 시작하였으며, 2016년부터 2021년까지 포항 스틸러스 유소년 팀 산하의 포항제철중학교, 포항제철고등학교 축구부를 거쳤다. 졸업 후인 2022년 1월 22일, 포르투갈 클럽 포르티모넨스로 1년 반 임대됐다. 2022년 11월 19일, 그는 2-0으로 패한 CD 나시오날과 리그 컵 타사 다 리가 경기에서 후반 69분에 교체로 들어가 포르티모넨스에서 프로 데뷔전을 치렀다.

## 국가대표팀 경력
김용학은 대한민국 U-17 대표팀 선수로 8강 진출에 성공한 2019년 FIFA U-17 월드컵에 참가했으며 4경기에 출전했다. 현재는 대한민국 U-20 대표팀의 일원이다.

## 참고 자료
- '유럽파 공격수' 김용학은 간절함으로 월드컵을 준비한다.